# Messor nahali
Messor nahali is een mierensoort uit de onderfamilie van de Myrmicinae. De wetenschappelijke naam van de soort is voor het eerst geldig gepubliceerd in 1981 door Tohmé, G. & Tohmé, H..